# Edward Salomon
Edward Salomon (Ströbeck, 11 agosto 1828 – Francoforte sul Meno, 21 aprile 1909) è stato un politico statunitense di origine tedesca. Fu l'ottavo governatore luogotenente del Wisconsin tra il gennaio e l'aprile del 1862. Dopo la morte accidentale di Louis P. Harvey, subentrò come ottavo governatore del Wisconsin tra il 1862 e il 1864.

## Biografia
Salomon nacque a Ströbeck, Sassonia prussiana, figlio di Dorothea (Klussman) e Christoph Salomon. Frequentò l'Università di Berlino ma essendo simpatizzante rivoluzionario fuggì dal paese nel 1849. Emigrò negli Stati Uniti e si stabilì a Manitowoc, nel Wisconsin dove divenne insegnante di scuola, geometra e prestò servizio come addetto al tribunale circoscrizionale. Nel 1852 si trasferì a Milwaukee dove praticò legge e fu ammesso alla corte nel 1855 quando fondò uno studio legale con Winfield Smith.
Nel 1861 fu nominato dal Partito Repubblicano come candidato dell'Unione per la corsa Vicegovernatore del Wisconsin e vinse con uno stretto margine. Nel 1862, quando il governatore Lewis P. Harvey annegò, Salomon divenne il primo governatore di origine tedesca del Wisconsin. Nel 1862 il governatore Salomon rispose a una richiesta del Dipartimento di Guerra per ulteriori truppe. Salomon dovette poi fare ricorso alle truppe federali per sedare una rivolta Port Washington. La soppressione dei rivoltosi con l'uso di truppe federali gli costò la nomina repubblicana del 1864.
Nel 1864, Salomon riprese la sua pratica legale a Milwaukee. Nel 1869 si trasferì a New York City, dove continuò la sua pratica legale per un certo numero di anni e fu rappresentante legale per vari importanti interessi tedeschi. Quando si ritirò nel 1894, tornò in Germania e vi rimase fino alla morte.
Salomon morì il 21 aprile 1909 in Germania a Francoforte sul Meno.  I suoi fratelli, Frederick C. Salomon e Charles Eberhard Salomon, servirono come ufficiali nell'esercito dell'Unione.